# استیار (هریس)
استیار یکی از روستاهای استان آذربایجان شرقی است که در دهستان مواضع‌خان شرقی بخش خواجه شهرستان هریس واقع شده‌است.